# Dissodon subglaber
Dissodon subglaber là một loài rêu trong họ Splachnaceae. Loài này được (Griff.) Müll. Hal. mô tả khoa học đầu tiên năm 1869.